# Гуральня (Львовская область)
Гуральня (укр. Гуральня) — село в Перемышлянской городской общине Львовского района Львовской области Украины.
Население по переписи 2001 года составляло 299 человек. Занимает площадь 0,16 км². Почтовый индекс — 81233. Телефонный код — 3263.